# Phytoseius capitatus
Phytoseius capitatus är en spindeldjursart som beskrevs av Ehara 1966. Phytoseius capitatus ingår i släktet Phytoseius och familjen Phytoseiidae. Inga underarter finns listade i Catalogue of Life.